# 黄小立
黄小立（1936年9月21日—），中国大陆男演员。中国戏剧家协会会员，一级演员，1960年毕业于中央戏剧学院表演系，1996年從中央实验话剧院退休。曾荣获第一届中国话剧优秀演员金狮奖。

## 家庭
儿子是著名演员黄磊，儿媳为著名演员孙莉

## 演出作品

### 话剧
- 《大风歌》
- 《灵与肉》
- 《故都春晓》
- 《窦巴兹》
- 《周君恩来》
- 《故意伤害》
- 《人民公敌》
- 《俺爹我爸》
- 《莫道桑榆晚》
- 2007年 《奇异的插曲》
- 《肥缺》
- 《黑奴恨》
- 《于无声处》
- 《夜色迷人》饰 律师

### 电视剧
- 《女绑架者》
- 《严凤英》
- 《夜深沉》
- 《洪律师事务所》
- 1991年 《小龙人》 饰 刘总工
- 1992年 《三国演义》 饰 韩玄
- 2004年 《夜半歌声》 饰 童仲鹤
- 2005年 《四世同堂》
- 2005年 《天一生水》
- 2008年 《爱在日月潭》 饰 江逢時
- 2009年 《我在1949，等你》 饰 林鄉

### 电影
- 2008年 《爱情呼叫转移2》 饰 天使三叔

## 外部連結
- 黄小立在香港影庫上的簡介
- 黄小立在时光网上的簡介（简体中文）
- 黄小立在豆瓣上的资料（简体中文）